# Aldina Duarte – Princesa Prometida
Aldina Duarte – Princesa Prometida (portugiesisch für „Aldina Duarte – ersehnte Prinzessin“) ist ein Dokumentarfilm des portugiesischen Regisseurs Manuel Mozos aus dem Jahr 2009.

## Handlung
Der Film porträtiert Aldina Duarte, eine Sängerin des klassischen Fados, die in Fadokreisen in Lissabon für einige Aufmerksamkeit sorgte und Erwartungen weckte. Die ausdrucksstarke Sängerin trifft hier verschiedene Persönlichkeiten und berichtet von ihren einfachen familiären Ursprüngen, und sie zeigt dem Zuschauer Orte in ihrer Heimatstadt Lissabon, mit denen sie besondere Erinnerungen verbindet. So entsteht ein Porträt der Person und Sängerin Aldina Duarte.
Aldina Duarte ist im Film auch mehrfach bei Konzerten oder im privaten Rahmen zu hören, zudem wurde für den Film ein Konzert im Sala-das-Batalhas-Saal im Palácio Fronteira aufgezeichnet, wo sie von den Musikern José Manuel Neto (Portugiesische Gitarre) und Nuno Miguel Ramos (klassische Gitarre) begleitet wurde.

## Produktion und Rezeption
Der Film wurde von der Midas Filmes, einer unabhängigen Lissabonner Filmproduktionsgesellschaft produziert. Sponsoren des Films waren die Stadtverwaltung Lissabon, die in Portugal stark präsente Handelskette FNAC und der Musikverlag und -Agentur Roda-lá Music, zudem beteiligte sich die damalige private Filmförderung FICA (Fundo de Investimento para o Cinema e o Audiovisual). Der Film entstand nach einer Idee der Journalistin Maria João Seixas, Regisseur Manuel Mozos setzte die Idee um.
Der Film feierte seine Premiere am 26. April 2009 im Cinema São Jorge beim 6. IndieLisboa Filmfestival.
Aldina Duarte – Princesa Prometida erschien im September 2009 bei Midas Filmes in Portugal als DVD und wurde am 25. April 2011, dem 37. Jahrestag der Nelkenrevolution, erstmals im Fernsehen gezeigt, im öffentlich-rechtlichen Fernsehsender RTP2.